# Albanska mästerskapet i schack
Albanska mästerskapet schack är en årlig schacktävling i Albanien. Den första turneringen ägde rum 1933. Ett separat mästerskap för kvinnor har hållits sedan 1977. 

## Segrare
| År   | Vinnare (herrar)              | Vinnare (damer)    |
| ---- | ----------------------------- | ------------------ |
| 1933 | Xhaferr Çaushi                |                    |
| 1946 | Gaspër Shoshi                 |                    |
| 1947 | Sotir Qirjaku                 |                    |
| 1948 | Skënder Çarçani Teodor Siliqi |                    |
| 1949 | Skënder Çarçani               |                    |
| 1950 | Skënder Çarçani Sotir Qirjaku |                    |
| 1951 | Bujar Hoxha                   |                    |
| 1952 | Bujar Hoxha Ylvi Pustina      |                    |
| 1953 | Mendim Veizaj                 |                    |
| 1954 | Esat Duraku                   |                    |
| 1955 | Esat Duraku                   |                    |
| 1956 | Esat Duraku                   |                    |
| 1957 | Ylvi Pustina                  |                    |
| 1958 | Esat Duraku                   |                    |
| 1959 | Ylvi Pustina                  |                    |
| 1960 | Ylvi Pustina                  |                    |
| 1961 | Ylvi Pustina                  |                    |
| 1962 | Florian Vila                  |                    |
| 1963 | Esat Duraku                   |                    |
| 1964 | Ylvi Pustina                  |                    |
| 1965 | Ylvi Pustina                  |                    |
| 1966 | Vangjel Adhami                |                    |
| 1967 | Eqerem Konçi                  |                    |
| 1968 | Fatos Omari                   |                    |
| 1969 | Ylvi Pustina                  |                    |
| 1970 | Ylvi Pustina                  |                    |
| 1971 | Vangjel Adhami                |                    |
| 1972 | Vangjel Adhami                |                    |
| 1973 | Florian Vila                  |                    |
| 1974 | Fatos Muço                    |                    |
| 1975 | Llambi Qendro                 |                    |
| 1976 | Fatos Muço                    |                    |
| 1977 | Fatos Muço                    | Leonora Shllaku    |
| 1978 | Fatos Muço                    | Teuta Manjani      |
| 1979 | Fatos Muço                    | Teuta Manjani      |
| 1980 | Fatos Muço                    | Liri Bajo          |
| 1981 | Fatos Muço                    | Liri Bajo          |
| 1982 | Fatos Muço                    | Vega Paja          |
| 1983 | Ilir Seitaj                   | Ylvije Boriçi      |
| 1984 | Fatos Muço                    | Albana Vuji        |
| 1985 | Vangjel Adhami                | Albana Vuji        |
| 1986 | Ilir Karkanaqe                | Ylvije Boriçi      |
| 1987 | Fatos Muço                    | Ylvije Boriçi      |
| 1988 | Llambi Qendro                 | Ylvije Boriçi      |
| 1989 | Fatos Muço                    | Albana Vuji        |
| 1990 | Shkëlqim Çela                 | Rozana Gjergji     |
| 1991 | Ilir Seitaj                   | Rozana Gjergji     |
| 1992 | Altin Çela                    | Valbona Bramo      |
| 1993 | Luan Elezi                    | Valbona Bramo      |
| 1994 | Aldo Zadrima                  | Eglantina Shabanaj |
| 1995 | Anton Gurakuqi                | Eglantina Shabanaj |
| 1996 | Erald Dervishi                | Eglantina Shabanaj |
| 1997 | Erald Dervishi                | Eglantina Shabanaj |
| 1998 | Zeqir Sula                    | Eglantina Shabanaj |
| 1999 | Ilir Seitaj                   | Eglantina Shabanaj |
| 2000 | Vangjel Adhami                | not played         |
| 2001 | Lorenc Rama                   | Rozana Gjergji     |
| 2002 | Lorenc Rama                   | Arta Alushi Driza  |
| 2003 | Luca Shytaj                   | Alda Shabanaj      |
| 2004 | Lorenc Rama                   | Rozana Gjergji     |
| 2005 | Ilir Karkanaqe                | Roela Pasku        |
| 2006 | Dritan Mehmeti                | Roela Pasku        |
| 2007 | Dritan Mehmeti                | Eglantina Shabanaj |
| 2008 | Lorenc Rama                   | Roela Pasku        |
| 2009 | Ilir Seitaj                   | Eglantina Shabanaj |
| 2010 | Lorenc Rama                   | Rozana Gjergji     |
| 2011 | Saimir Shabanaj               | Eglantina Shabanaj |
| 2012 | Llambi Pasko                  | Eglantina Shabanaj |
| 2013 | Dritan Mehmeti                | Rozana Gjergji     |
| 2014 | Dritan Mehmeti                | Eglantina Shabanaj |
| 2015 | Franc Ashiku                  | Alda Shabanaj      |
| 2016 | Dritan Mehmeti                | Eglantina Shabanaj |
| 2017 | Llambi Pasko                  | Alda Shabanaj      |
| 2018 | Llambi Pasko                  | Eglantina Shabanaj |
| 2019 | Franc Ashiku                  | Eglantina Shabanaj |
| 2020 | Franc Ashiku                  | Rozana Gjergji     |
| 2021 | Llambi Pasko                  | Kler Çaku          |
| 2022 | Llambi Pasko                  | Klean Shuqja       |
| 2023 | Franc Ashiku                  | Kler Çaku          |
| 2024 | LLambi Pasko                  | Klean Shuqja       |

## Mästare efter antal titlar (herrar)
| Spelare | Antal titlar |
| --- | ------------ |
| Fatos Muço | 11           |
| Ylvi Pustina | 9            |
| Vangjel Adhami, Esat Duraku, Dritan Mehmeti, Lorenc Rama, Llambi Pasko | 5            |
| Ilir Seitaj, Franc Ashiku | 4            |
| Skënder Çarçani | 3            |
| Bujar Hoxha, Erald Dervishi, Ilir Karkanaqe, Llambi Qendro, Sotir Qirjaku, Florian Vila | 2            |
| Xhaferr Çaushi, Altin Çela, Shkëlqim Çela, Luan Elezi, Anton Gurakuqi, Eqerem Konçi, Fatos Omari, Saimir Shabanaj, Gaspër Shoshi, Luca Shytaj, Teodor Siliqi, Zeqir Sula, Mendim Veizaj, Aldo Zadrima | 1            |

## Mästare efter antal titlar (damer)
| Spelare                                              | Antal titlar |
| ---------------------------------------------------- | ------------ |
| Eglantina Shabanaj                                   | 14           |
| Rozana Gjergji (Çima)                                | 7            |
| Ylvije Boriçi                                        | 4            |
| Albana Vuji, Roela Pasku, Alda Shabanaj              | 3            |
| Liri Bajo, Valbona Bramo, Teuta Manjani, Kler Çaku   | 2            |
| Arta Driza, Vega Paja, Leonora Shllaku, Klean Shuqja | 1            |

## Albanska mästerskapet för klubbar
| 1969 | Dinamo Tiranë                         |
| 1970 | 17 Nëntori Tiranë (idag Sportklub T.) |
| 1971 | Dinamo Tiranë                         |
| 1972 | Partizani Tiranë                      |
| 1973 | Studenti Tiranë                       |
| 1974 | Lokomotiva Durrës (numera Teuta)      |
| 1975 | 17 Nëntori Tiranë (idag Sportklub T.) |
| 1976 | Dajti Tiranë                          |
| 1977 | 17 Nëntori Tiranë (idag Sportklub T.) |
| 1978 | Dajti Tiranë                          |
| 1979 | Dajti Tiranë                          |
| 1980 | Lokomotiva Durrës (numera Teuta)      |
| 1981 | Lokomotiva Durrës (numera Teuta)      |
| 1982 | Lokomotiva Durrës (numera Teuta)      |
| 1983 | Dajti Tiranë                          |
| 1984 | Dajti Tiranë                          |
| 1985 | Lokomotiva Durrës (numera Teuta)      |
| 1986 | Dinamo Tiranë                         |
| 1987 | Partizani Tiranë                      |
| 1988 | 17 Nëntori Tiranë (idag Sportklub T.) |
| 1989 | 17 Nëntori Tiranë (idag Sportklub T.) |
| 1990 | Dajti Tiranë                          |
| 1991 | Teuta Durrës (fd Lokomotiva)          |
| 1992 | inte spelat                           |
| 1993 | inte spelat                           |
| 1994 | inte spelat                           |
| 1995 | inte spelat                           |
| 1996 | Teuta Durrës (fd Lokomotiva)          |
| 1997 | inte spelat                           |
| 1998 | Partizani Tiranë                      |
| 1999 | Studenti Tiranë                       |
| 2000 | Dinamo Tiranë                         |
| 2001 | Studenti Tiranë                       |
| 2002 | Studenti Tiranë                       |
| 2003 | Studenti Tiranë                       |
| 2004 | Studenti Tiranë                       |
| 2005 | Butrinti Sarandë                      |
| 2006 | Luftëtari Gjirokastër                 |
| 2007 | Butrinti Sarandë                      |
| 2008 | Vllaznia Shkodër                      |
| 2009 | Butrinti Sarandë                      |
| 2010 | Veleçiku Koplik                       |
| 2011 | Teuta Durrës                          |
| 2012 | Teuta Durrës                          |
| 2013 | Butrinti Sarandë                      |
| 2014 | Nafëtari Kuçovë                       |
| 2015 | Butrinti Sarandë                      |
| 2016 | Nafëtari Kuçovë (öppen)               |
| 2017 | Nafëtari Kuçovë (öppen)               |
| 2018 | Nafëtari Kuçovë                       |
| 2019 | Tirana                                |
| 2020 | Tirana                                |
| 2021 | Tirana                                |
| 2022 | Butrinti Sarandë                      |

## Albanska mästerskap för klubbar (kvinnor)
| 1983 | Vllaznia Shkodër                 |
| 1984 | Lokomotiva Durrës (numera Teuta) |
| 1985 | inte spelat                      |
| 1986 | Vllaznia Shkodër                 |
| 1987 | Vllaznia Shkodër                 |
| 1988 | Partizani Tiranë                 |
| 1989 | Vllaznia Shkodër                 |
| 1990 | Vllaznia Shkodër                 |
| 1991 | Dajti Tiranë                     |

Nationella Spartakiader
| År   | Män                              | Kvinnor          |
| 1979 | Dajti Tiranë                     | -                |
| 1984 | Lokomotiva Durrës (numera Teuta) | Vllaznia Shkodër |
| 1989 | Lokomotiva Durrës (numera Teuta) | Vllaznia Shkodër |

- Lista över vinnare med respektive lag ingår

1. ↑  79 Mästerskap
2. ↑  46 Dammästerskap
3. ↑  80 Mästerskap
4. ↑  47 Dammästerskap
5. ↑  ”From official website”. Arkiverad från originalet den 19 januari 2010. https://web.archive.org/web/20100119154254/http://fshsh.org/lajmi.php?id=55. Läst 3 september 2019.